# Adon Olam

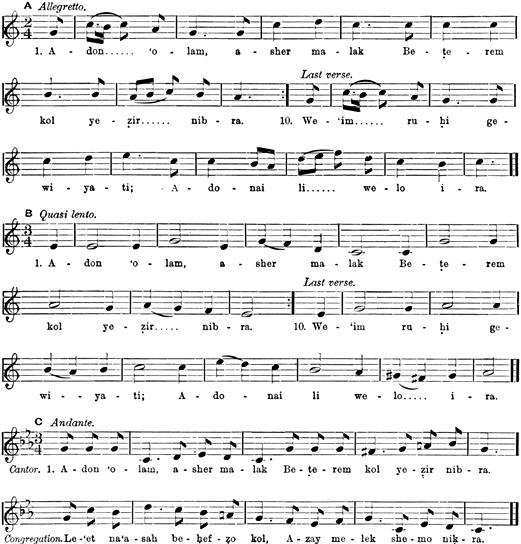
3 verschiedene Vertonungen von Adon Olam

Adon Olam (hebr. אֲדוֹן עוֹלָם, Herr der Welt) sind die Anfangsworte einer Hymne, welche die Ewigkeit und Einheit Gottes sowie das menschliche Vertrauen in seine Vorsehung ausdrückt. Die aschkenasische Version zählt 10 Verse, die sephardische Version 12, 15 oder auch 16 Verse. Der Verfasser der Hymne ist unbekannt. Die Autorschaft ist Solomon ibn Gabirol zugeschrieben worden, doch der Text ist wohl viel älter und könnte auf die Zeiten der babylonischen Geonim zurückgehen. Das Gebet erscheint seit dem 14. Jahrhundert im deutschen Ritus und hat sich im Laufe der Zeit in fast sämtlichen Gemeinden und Riten ausgebreitet. Es stand zunächst am Anfang des Schacharit-Gottesdienstes, wird aber häufig zum Abschluss des Sabbatgottesdienstes und manchmal auch am Ende von Kol Nidre gesungen. Neben Lecha Dodi ist Adon Olam das jüdische Gebet, zu dem die meisten Melodieversionen existieren. Nach dem Rabbiner Francis L. Cohen kann Adon Olam zu vielen verschiedenen Melodien, ja fast jeder Melodie gesungen werden. Im aschkenasischen Raum ist die auf Eliezer Gerovitsch (1844–1924) zurückgehende Version am verbreitetsten. Der Text von Adon Olam ist weltweit populär geworden und wurde vielfach übersetzt, unter anderem von Israel Zangwill ins Englische. In Marokko wird es als Hochzeitslied gesungen, und auch von den Hinterbliebenen am Totenbett eines Verstorbenen.
Adon Olam wird meistens von der ganzen Gemeinde gesungen; in der aschkenasischen Tradition wird es jedoch manchmal vom Kantor zu besonderen festlichen Gelegenheiten solistisch vorgetragen. Der italienische Barockkomponist Salomone Rossi veröffentlichte 1623 eine achtstimmige, doppelchörige Vertonung von Adon Olam.

## Text, Umschrift und Übersetzung
| Hebräischer Text                                                        | Deutsche Transkription                                                                                    | Deutsche Übersetzung |
| ----------------------------------------------------------------------- | --- | --- |
| אֲדוֹן עוֹלָם אֲשֶׁר מָלַךְ בְּטֶרֶם כָּל יְצִיר נִבְרָא לְעֵת נַעֲשָׂה בְחֶפְצוֹ כֹּל אֲזַי מֶלֶךְ שְׁמוֹ נִקְרָא  | Adon Olam ascher malach, beterem kol jetzir niwra, le'et na'asa be-cheftzo kol, asaj melech schemo nikra. | Herr der Welt, der schon regierte, bevor noch ein Geschöpf erschaffen war. Zur Zeit, als durch Seinen Willen alles entstand, seither wird er König genannt.                         |
| וְאַחֲרֵי כִּכְלוֹת הַכֹּל לְבַדּוֹ יִמְלֹךְ נוֹרָא וְהוּא הָיָה וְהוּא הוֹוֶה וְהוּא יִהְיֶה בְּתִפְאָרָה      | We-acharei kichlot hakol, lewado jimloch nora, we-hu haja we-hu howeh we-hu jihje be-tifara.              | Und nachdem alles endet, wird der Ehrfurchtgebietende allein regieren. Er war und Er ist, Er wird sein in Herrlichkeit.                                                             |
| וְהוּא אֶחָד וְאֵין שֵׁנִי לְהַמְשִׁיל לוֹ לְהַחְבִּירָה בְּלִי רֵאשִׁית בְּלִי תַכְלִית וְלוֹ הָעֹז וְהַמִּשְׂרָה  | We-hu echad we-en scheni le-hamschil lo le-hachbira, beli reschit, beli tachlit, we-lo ha-os we-ha-misra. | Er ist einzig, und kein Zweiter ist da, der Ihm gleicht, sich Ihm zugesellen könnte, Ohne Anfang, ohne Ende, Sein ist die Macht und die Herrschaft.                                 |
| וְהוּא אֵלִי וְחַי גּוֹאֲלִי וְצוּר חֶבְלִי בְּיוֹם צָרָה וְהוּא נִסִּי וּמָנֻסִּי מְנָת כּוֹסִי בְּיוֹם אֶקְרָא | We-hu eli we-chaj goali we-tzur chewli be-et tzara, we-hu nissi u-manos li, menat kossi be-jom ekra.      | Er ist mein Gott, und mein Erlöser lebt, der Fels in meinem Leid, zur Zeit der Not. Er ist mein Banner und meine Zuflucht; er reicht mir meinen Kelch, am Tag, an dem ich ihn rufe. |
| בְּיָדוֹ אַפְקִיד רוּחִי בְּעֵת אִישַׁן וְאָעִירָה וְעִם רוּחִי גְוִיָּתִי אֲדֹנָי לִי וְלֹא אִירָא         | Be-jado afkid ruchi, be-et ischan we-airah, we-im ruchi gewijati, adonai li we-lo ira.                    | In seine Hand lege ich meinen Geist, zur Zeit, da ich schlafe und erwache; Und mit meinem Geist auch meinen Körper, der Ewige ist mit mir, ich fürchte mich nicht.                  |